# Show-ha Shoten!
Show-ha Shoten! (ショーハショーテン！?, Shō-ha Shōten!) è un manga scritto da Akinari Asakura e disegnato da Takeshi Obata. Segue gli studenti liceali Azemichi Shijimi e Taiyo Higashikata che mirano a diventare il miglior duo comico del Giappone. Il manga è stato serializzato mensilmente sulla rivista Jump Square di Shūeisha dal 4 ottobre 2021 al 4 agosto 2025.

## Trama
Il timido liceale Azemichi Shijimi e l'ex attore bambino Taiyo Higashikata amano entrambi la commedia. Dopo aver appreso che Azemichi è un abile e famoso autore di barzellette anonime, Taiyo lo inganna e gli chiede di essere il suo partner in uno sketch comico per il festival culturale della loro scuola. Lo sketch è un successo e i due vincono il premio per la migliore interpretazione. Rendendosi conto che ognuno di loro eccelle nell'area in cui l'altro è debole, Azemichi nello scrivere le commedie e nel capire quando passare e Taiyo nell'esibirsi e nel declamare, i due decidono di fare squadra e di formare il duo comico One-Way Ticket to the Top (天頂片道切符?). Per guadagnarsi la benedizione dei genitori di Azemichi, i due devono vincere la battaglia bimestrale delle commedie liceali. Lì incontrano e diventano rivali del duo Sprechchor e si classificano al secondo posto dietro a Rising. Tuttavia, Rising si dimette per permettere a On-Way Ticket fo the Top di salire al primo posto e continuare a fare commedia. Azemichi e Taiyo partecipano poi alle eliminatorie del blocco Kanto-2 del Wara-1 Koshien, o in breve "Wara-Ko", una competizione nazionale di manzai per studenti delle scuole superiori.

## Personaggi
Azemichi Shijimi (四十万 畦道?, Shijima Azemichi)
Un timido studente liceale di 16 anni, ossessionato dalla commedia da quando, due anni prima, non è riuscito a far ridere la sua cotta delle medie, Mizuha, su sua richiesta. Lei ha presto cambiato cognome e si è trasferita. Non conoscendo il suo nuovo nome, Azemichi spera di poterla rivedere se diventerà famoso. Ha già ottenuto un certo successo presentando battute e programmi televisivi radiofonici con il nome di "Everyday Shijimi", ma in forma anonima perché soffre di ansia da prestazione.
Taiyo Higashikata (東片 太陽?, Higashikata Taiyō)
Compagno di scuola di Azemichi ed ex famoso attore bambino di drammi storici. Pur avendo un talento naturale, recitava solo per far sorridere la madre, ed è passato alla commedia dopo aver visto qualcuno che la faceva ridere con una battuta. Faceva parte di un precedente duo comico, ma il suo partner Sakutaro Kunugi è morto a causa di una malattia. Portando avanti il sogno del suo ex partner, vuole diventare il primo a vincere sia il Wara-1 Grand Prix, una competizione per duetti manzai, sia l'Ultimate Comedy Battle, una competizione di sketch comici.
Akane Hanamori (花守茜?, Hanamori Akane)
La senpai di Azemichi e Taiyo, grande fan della commedia fin da bambina. È la più grande fan di One-Way Ticket to the Top e li allena nel manzai, diventando una sorta di manager per loro.
Sprechchor (シュプレヒコール?, Shupurehikōru)
Un duo comico liceale composto da Teppeita "Tetta" Onizaki (鬼崎 "てっ太 "鉄平太?, Onizaki "Teffuto" Teppeita), un uomo dall'aspetto spaventoso che in realtà è sensibile e premuroso, e Jun Mizushina (水科潤?, Mizushina Jun), un "coglione" dichiarato. Come tre volte finalisti del Wara-1 Koshien e con il maggior numero di apparizioni alla High School Comedy Battle, sono il duo manzai "più visibile" del liceo. Formano una rivalità amichevole con One-Way Ticket to the Top dopo essersi incontrati alla High School Comedy Battle.
Rising (ライジン?, Raijin)
Un nuovo e presuntuoso duo comico che ha battuto One-Way Ticket to the Top alla High School Comedy Battle, la loro prima competizione. Tuttavia, si dimettono affinché One-Way Ticket to the Top vinca e i genitori di Azemichi non possano costringerli ad abbandonare la comicità.
Ryuki Nazutani (泥谷琉希?, Nazutani Ryūki)
Una metà del duo comico Brutus (ぶるーたす?, Burūtasu). In precedenza faceva parte del duo Selinentius con Sakutaro Kunugi, prima che Kunugi se ne andasse per fare squadra con Taiyo. Nutre rancore nei confronti di Taiyo per avergli "rubato" il partner. Lo si vede spesso mangiare, il che lo porta a essere in sovrappeso.
Kirameki Confections (きらめき製菓?, Kirameki Seika)
Un duo comico composto da Daiboku Tabata (田端大木?, Tabata Daiboku), un uomo molto muscoloso, e Suzume Kanade (奏すずめ?, Kanade Suzume), una piccola karateka donna. La loro comicità è atipica nel manzai, in quanto ruota attorno a schiaffi fisici in cui Kanade colpisce Tabata.

## Pubblicazione
Il manga, scritto da Akinari Asakura e disegnato da Takeshi Obata, ha iniziato la serializzazione mensile nel numero di novembre 2021 di Jump Square, uscito il 4 ottobre 2021. La serie si è conclusa il 4 agosto 2025. I capitoli vengono raccolti in volumi tankōbon a partire dal 4 gennaio 2022. Al 2 maggio 2025 sono stati pubblicati 10 volumi. La serie si concluderò con l'uscita dell'undicesimo volume.
In Italia la serie viene pubblicata da Panini Comics sotto l'etichetta Planet Manga a partire dal 2 novembre 2023.
Sia Shūeisha che Viz Media stanno pubblicando la serie in inglese contemporaneamente alla pubblicazione in Giappone, la prima sul sito e sull'applicazione Manga Plus. Nel giugno 2022, Viz Media ha annunciato che avrebbe iniziato a pubblicare i volumi nella primavera del 2023. La serie viene distribuita anche in Francia da Kana.

### Volumi
| 1  | 4 gennaio 2022 | ISBN 978-4-08-882890-9 | 2 novembre 2023  | ISBN 978-88-287-5579-1 |
| 1  | Capitoli - 1. Risate e determinazione (笑いと覚悟?, Warai to kakugo) - 2. Risate e gittata (笑いと射程?, Warai to shatei) - 3. Risate e dichiarazione di sconfitta (笑いと敗北宣言?, Warai to haiboku sengen)                                                                       |                        |                  |                        |
| 2  | 2 maggio 2022 | ISBN 978-4-08-883111-4 | 14 dicembre 2023 | ISBN 978-88-287-7513-3 |
| 2  | Capitoli - 4. Risate e diga (笑いとダム?, Warai to Damu) - 5. Risate e lacrime (笑いと涙?, Warai to namida) - 6. Risate e manzai (笑いと漫才?, Warai to manzai) - 7. Manzai ed entrata in scena (漫才と会場入り?, Manzai to kaijōiri)                                               |                        |                  |                        |
| 3  | 4 ottobre 2022 | ISBN 978-4-08-883233-3 | 15 febbraio 2024 | ISBN 978-88-287-7855-4 |
| 3  | Capitoli - 8. Manzai e stile (漫才とスタイル?, Manzai to Sutairu) - 9. Manzai e numero uno (漫才と１番?, Manzai to 1-ban) - 10. Manzai e l'ordine degli sketch (漫才とネタ順?, Manzai to neta jun) - 11. Manzai e densità (漫才と密度?, Manzai to mitsudo)                          |                        |                  |                        |
| 4  | 3 febbraio 2023 | ISBN 978-4-08-883376-7 | 18 aprile 2024   | ISBN 978-88-287-8388-6 |
| 4  | Capitoli - 12. Manzai e giudizio (漫才と審査?, Manzai to shinsa) - 13. Risate e inizio (笑いと始まり?, Warai to hajimari) - 14. Risate e squilibrio (笑いと歪み?, Warai to yugami) - 15. Risate e partner (漫才と相方?, Manzai to aikata)                                           |                        |                  |                        |
| 5  | 4 luglio 2023 | ISBN 978-4-08-883569-3 | 20 giugno 2024   | ISBN 978-88-287-8896-6 |
| 5  | Capitoli - 16. Manzai e schermaglie preliminari (漫才と前哨戦?, Manzai to zenshōsen) - 17. Manzai e battere (漫才と叩く?, Manzai to tataku) - 18. Risate e posizione (笑いとスタンス?, Warai to Sutansu) - 19. Risate e ogiri (笑いと大喜利?, Warai to ōgiri)                       |                        |                  |                        |
| 6  | 4 dicembre 2023 | ISBN 978-4-08-883723-9 | 29 agosto 2024   | ISBN 978-88-287-9432-5 |
| 6  | Capitoli - 20. Manzai ed estrazione (漫才と抽選会?, Manzai to chūsenkai) - 21. Manzai e introduzione (漫才と前説?, Manzai to maesetsu) - 22. Manzai e buon senso (漫才と常識?, Manzai to jōshiki) - 23. Manzai e punteggio (漫才と得点?, Manzai to tokuten)                         |                        |                  |                        |
| 7  | 4 aprile 2024 | ISBN 978-4-08-883893-9 | 24 ottobre 2024  | ISBN 979-12-21900-73-6 |
| 7  | Capitoli - 24. Manzai e obiettivo (漫才と目的?, Manzai to mokuteki) - 25. Manzai e ciò che va detto (漫才と伝えるべきこと?, Manzai to tsutaerubeki koto) - 26. Manzai e luce (漫才と光?, Manzai to hikari) - 27. Manzai e inversione di rotta (漫才と反転?, Manzai to hanten)       |                        |                  |                        |
| 8  | 2 agosto 2024 | ISBN 978-4-08-884140-3 | 30 gennaio 2025  | ISBN 979-12-21908-35-0 |
| 8  | Capitoli - 28. Manzai e passaggio di consegne (漫才と継承?, Manzai to keishō) - 29. Manzai e speranza (漫才と願い?, Manzai to negai) - 30. Manzai e il più divertente (漫才と一番面白いやつ?, Manzai to ichiban omoshiroi yatsu) - 31. Manzai e motivo (笑いと理由?, Warai to riyū) |                        |                  |                        |
| 9  | 4 dicembre 2024 | ISBN 978-4-08-884352-0 | 24 aprile 2025   | ISBN 979-12-21915-14-3 |
| 9  | Capitoli - 32. Manzai e nemici (漫才と天敵?, Manzai to tenteki) - 33. Manzai e standard di giudizio (漫才と審査基準?, Manzai to shinsa kijun) - 34. Manzai e backup (笑いとバックアップ?, Warai to Bakkuappu) - 35. Manzai e sentimenti (漫才と繋ぐ想い?, Manzai to tsunagu omoi)   |                        |                  |                        |
| 10 | 2 maggio 2025 | ISBN 978-4-08-884463-3 | —                | —                      |
| 10 | Capitoli - 36. (漫才と自分?, Manzai to jibun) - 37. (漫才とあがり症?, Manzai to agarishō) - 38. (笑波衝天?, Shō-ha Shōten) - 39. (小破礁転?, Kohasō ten) |                        |                  |                        |
| 11 | 4 settembre 2025 | ISBN 978-4-08-884664-4 | —                | —                      |
| 11 | Capitoli - 40. (翔破笑点?, Shō-ha Shōten) - 41. (勝覇賞典?, Katsu ha Shōten) - 42. (笑話焦点?, Shōwa shōten) - 43. (ショーハショーテン！?, Shō-ha Shōten) |                        |                  |                        |

## Accoglienza
Danny Guan di Game Rant ha incluso Show-ha Shoten! in una lista dei "Migliori Shonen Manga del 2021". Recensendo il primo volume per School Library Journal, Joe Pascullo ha definito la serie "un'eccellenza dell'edutainment" e ha scritto: "Non solo i lettori impareranno a conoscere la scena comica giapponese, ma impareranno anche i fondamenti della creazione di questa forma d'arte da zero". Antonio Mirales di The Fandom Post ha elogiato il lavoro di squadra tra Azemichi e Taiyo, che si adattano l'uno ai punti di forza e di debolezza dell'altro, scrivendo che la serie sfrutta i punti di forza di Obata grazie alla loro somiglianza con i due protagonisti del suo manga precedente, Bakuman. Sebbene abbia detto che le battute iniziano bene e abbia lodato il traduttore inglese per essersi impegnato a fondo per assicurarsi che il loro significato non andasse perso nella traduzione, Mireles ha ritenuto che le "cuciture della commedia iniziano a strapparsi" nel secondo capitolo. Ha concluso dicendo: "Il mondo ha bisogno di una bella risata e Show-ha Shoten! sta per fornirla al mondo". Anche Fujimoto di Real Sound ha ritenuto che il rapporto tra "compagni di scuola" ricordasse Bakuman e ha elogiato i disegni di Obata. Ha consigliato il manga a chi vuole capire la struttura dell'owarai.
In una recensione per Multiversity Comics, Brian Salvatore ha scritto che Show-ha Shoten! è un manga sportivo che parla di qualcosa di diverso da uno sport e ha affermato che "la comicità è trattata come qualcosa che può essere padroneggiata se si lavora abbastanza [...] E mentre questo è certamente vero fino a un certo punto, è molto più difficile mostrare qualcuno che padroneggia il tempismo o l'arte di scrivere un grande sketch di quanto non lo sia mostrare qualcuno che tenta di staccare una palla curva". Citando le routine comiche come la parte peggiore della serie, Salvatore ha spiegato che hanno molte cose a loro sfavore: il "commento non comico sul concetto di commedia", la barriera linguistica e il tentativo di scrivere un testo per una performance fisica che serva anche alla trama e non sia solo uno sketch a sé stante. Nel complesso, ha definito i primi due capitoli un buon inizio per una storia che soffre del tentativo di spiegare la comicità.
MrAJCosplay di Anime News Network ha dato al primo volume di Show-ha Shoten! un voto A per le sue riflessioni "sorprendentemente ponderate" su ciò che rende un buon comico, per la narrazione "incredibilmente serrata" e per la caratterizzazione dei personaggi secondari e di sfondo. Ha anche elogiato i disegni e la presentazione generale del manga: "I volti sono efficacemente esagerati quando è il caso, ma il tempismo con cui le nuvolette vengono inserite in certi momenti, il modo in cui le battute vengono conservate per pannelli specifici e l'attenzione sorprendentemente sottile per i dettagli mi hanno lasciato con un sacco di momenti di risate a crepapelle". La sua unica critica riguarda le poche battute che potrebbero non funzionare a causa della traduzione o delle differenze culturali, ma ha osservato che almeno può capire perché altri potrebbero trovarle divertenti. Patti Martinson di Sequential Tart ha definito Shijima e Higashikata un'accoppiata classica nella vena di Stanlio e Ollio, e ha scritto che la loro profondità come personaggi e le motivazioni dietro i loro desideri di avere successo nel mondo della comicità costituiscono una solida base per una serie. Nonostante abbia apprezzato quasi tutto del primo volume, Martinson ha dato una "recensione mista" per la sua unica lamentela di non trovare divertenti le battute e gli sketch comici.